# 118173 Barmen
118173 Barmen è un asteroide della fascia principale. Scoperto nel 1991, presenta un'orbita caratterizzata da un semiasse maggiore pari a 3,1751780 UA e da un'eccentricità di 0,2081662, inclinata di 12,38376° rispetto all'eclittica.